# Aer Arann Islands
Ne doit pas être confondu avec Aer Arann.

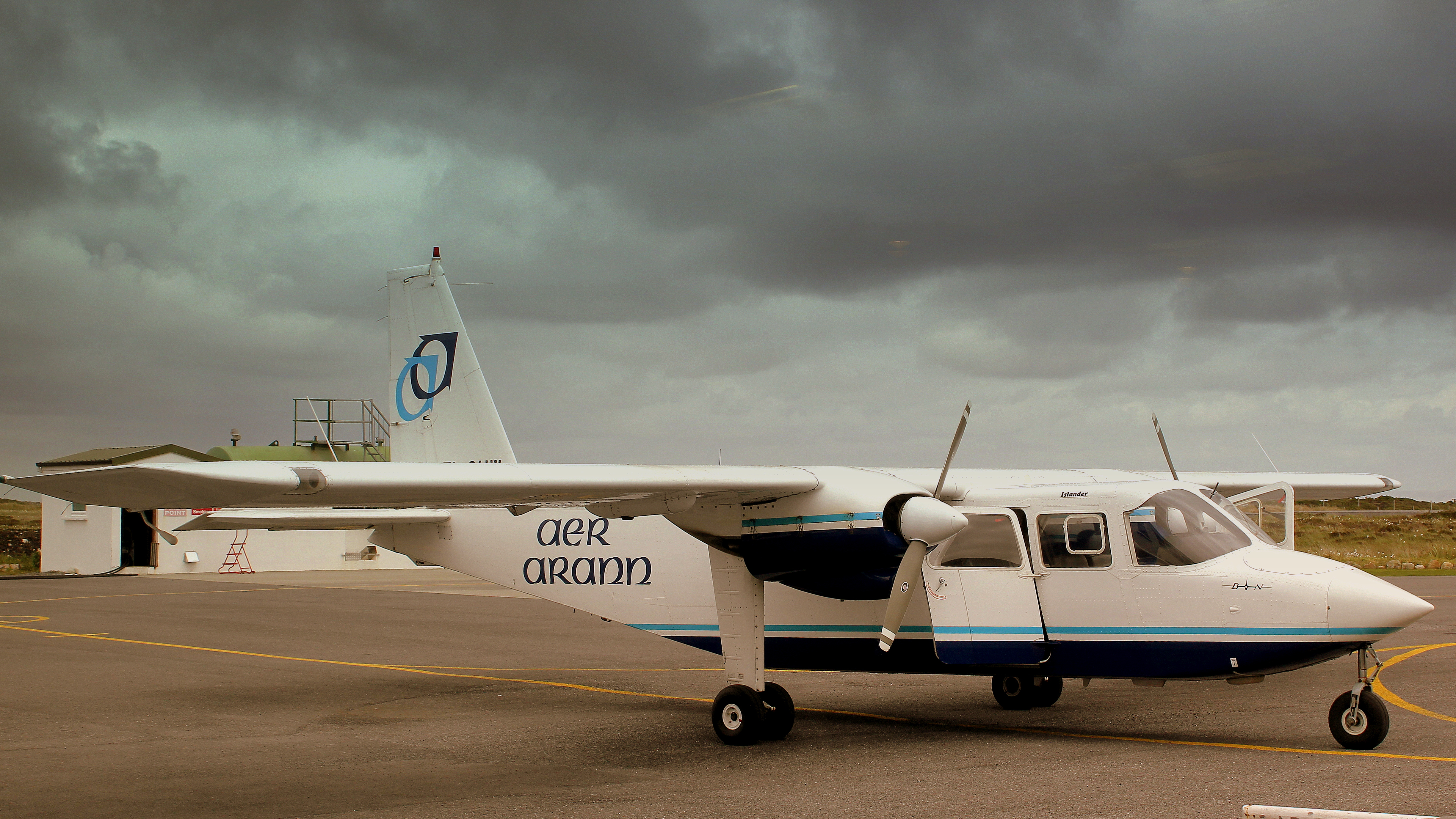
Appareil de la compagnie Aer Arann Islands

Aer Arann Islands est une compagnie aérienne irlandaise dont le siège se trouve à Indreabhán dans le comté de Galway.
Elle a été fondée en 1970. Le gouvernement a annoncé en 2015 la fin de la desserte des îles d'Aran.

## Flotte
- 2 Britten-Norman Islander BN2A
- 1 Britten-Norman Islander BN2B